# 邁波火山
邁波火山（Volcán Maipo）是阿根廷和智利接壤安第斯山脈的層狀火山，位於圖蓬加托火山以南90公里和聖地亞哥東南100公里，高度5,264米，是安第斯山脈最南部的5,000米高山。相對於北部相同高度的山峰，邁波火山有較多永久積雪。